# Winzer Sommerach
Winzer Sommerach (gegründet als Winzerverein Sommerach, später Winzergenossenschaft Sommerach eG, firmierte zeitweise unter Winzerkeller Sommerach) ist der Name der ältesten Winzergenossenschaft im Anbaugebiet Franken. Sie wurde im Jahr 1901 in der unterfränkischen Gemeinde Sommerach gegründet.

## Geschichte
Die Gründung der Genossenschaft hat ihren Ursprung in der Krise des fränkischen Weinbaus. Neben der schlechten Witterung in der zweiten Hälfte des 19. Jahrhunderts, führte das Auftreten der Reblaus zu verminderten Erträgen. Zusätzlich belasteten die niedrigen Weinpreise in dieser Zeit die Menschen in Sommerach, die seit Jahrhunderten vom Weinbau entlang der Mainschleife gelebt hatten. Viele Betriebe waren vom finanziellen Ruin bedroht, auch weil Weinpanscher das Vertrauen der Menschen erschüttert hatten.

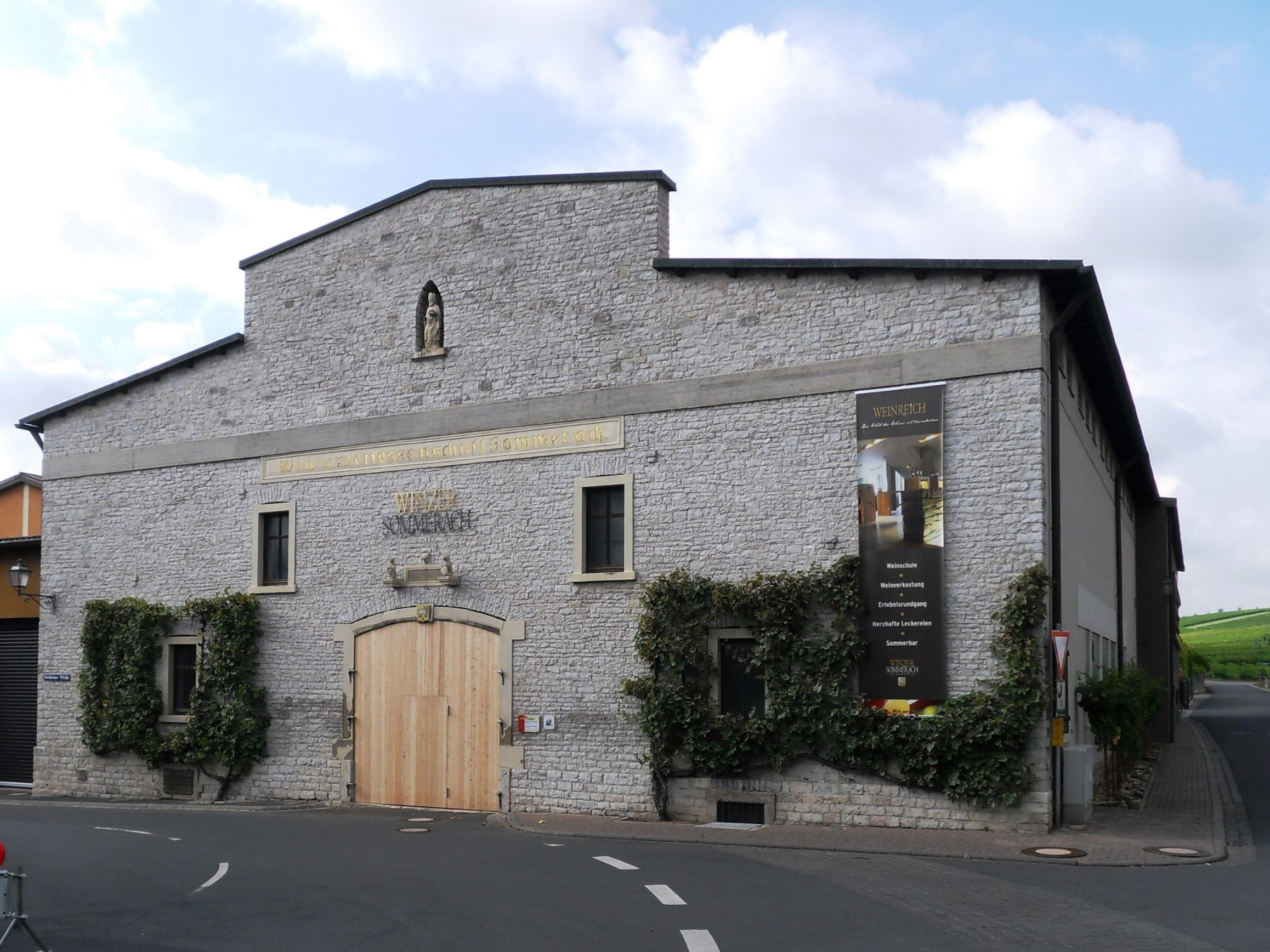
Das Gebäude der Genossenschaft an der Nordheimer Straße

Die Raiffeisenkassen versuchten dieser Entwicklung entgegenzuwirken und schauten auf die neu entstehenden Winzerzusammenschlüsse in den größeren Weinbaugebieten an Rhein und Mosel. Am 18. Dezember 1901 lud deshalb der Raiffeisenverband zu einer Versammlung der Winzer aus Sommerach, Nordheim am Main, Escherndorf, Fahr und Obereisenheim ins Sommeracher Gasthaus zum Schwan. Hier erklärte man den Anwesenden die Ziele der Winzergenossenschaften, woraufhin sich mehrere Sommeracher Weinbauern zur Gründung einer solchen bereit erklärten.
Als erste Genossenschaft von Winzern im rechtsrheinischen Bayern (die Pfalz gehörte damals zum Königreich) wurde der Winzerverein Sommerach am 27. Dezember 1901 in das Register des Amtsgerichts Schweinfurt eingetragen. Zunächst hatte die Genossenschaft 36 Mitglieder, die eine Fläche von knapp 130 Morgen (etwa 32 ha) bebauten. Die eigentliche Gründungsversammlung fand am 26. Februar 1902 in Sommerach statt. Mit Luitpold Baumann hatte die Genossenschaft einen frühen Förderer in der Politik.
Zunächst finanzierte man die Bezahlung der Genossen über Kredite, pro Zentner Traubengut erhielten sie zwischen 8,50 und 9,50 Mark. Der Weinjahrgang 1902 wurde allerdings bereits mit großem Absatz verkauft, sodass die Mitgliederzahl bald auf 71 stieg. In der Anfangszeit hatte die Genossenschaft einen Keller angemietet, schnell erwarb man ein Gartengrundstück außerhalb von Sommerach an der Nordheimer Straße. Am 20. September 1903 wurde das Haus der Winzergenossenschaft vom ehemaligen Sommeracher Pfarrer Emil Kempf eingeweiht. Vorausgegangen war der Errichtung eine Austrittswelle, weil die Kosten des Baus sehr hoch angesetzt waren. Das Haus war dem Gebäude der Markelsheimer Genossenschaft nachempfunden.
| Name             | Amtszeit   |
| Kaspar Wolfahrt  | 1901–1927  |
| Peter Erhard     | 1927–1946  |
| Valentin Kestler | 1946–1954  |
| Gregor Baumann   | 1954–1963  |
| Josef Drescher   | 1964–1997  |
| Kurt Münch       | 1997–2006  |
| Frank Dietrich   | 2006–heute |

Die Genossenschaft wurde zunächst vom etablierten Weinhandel bekämpft. Die Genossenschaft erhöhte daraufhin ihre Werbeanstrengungen und präsentierte sich auf Messen und Ausstellungen in der Hauptstadt München und den pfälzischen Weinbaugebieten. Zugleich modernisierte man die Schädlingsbekämpfung und setzte als einer der ersten Betriebe auf Spritzmittel. So konnten die Weinjahrgänge vor dem Falschen Mehltau gerettet werden.
In der Weimarer Republik kam es während der Inflation zu großen Problemen, 1923 kostete ein Hektoliter Wein 8 Billionen Reichsmark. Im Jahr 1932 bestand die Genossenschaft aus 75 Mitgliedern, bewirtschaftet wurden etwa 35 ha Fläche. Im gleichen Jahr konnte ein Weinausschank in Sommerach eröffnet werden. Die Genossenschaft blieb während der nationalsozialistischen Diktatur bestehen und wurde wohl zwangsweise dem Reichsnährstand angeschlossen.
Nach dem Zweiten Weltkrieg nahm die Genossenschaft bereits 1949 am ersten Volkacher Weinfest teil. Im Jahr 1952 erfolgte die Umbenennung in Winzergenossenschaft Sommerach. 1953 begann man die Veredelung der Reben gegen Schädlinge durch das Aufpfropfen auf robustere Rebstöcke vorzunehmen. Die Genossenschaft führte auch andere, technische Neuerungen ein. So erhielt man 1960 die größte Weinbergsberegnungsanlage in Bayern. Zugleich stieg die Mitgliederzahl stark an, so wurden 1959/1960 31 neue Winzer in die Genossenschaft aufgenommen.
Diese Expansion machte einen Neubau notwendig, der allerdings erst 1971 errichtet werden konnte. Nun konnten im größeren Keller bis zu 800.000 Liter Wein gelagert werden können. 1974 wurde nochmals ein Umbau des Stammhauses an der Nordheimer Straße vorgenommen. Bereits 1967 konnten größere Büroräume bezogen werden. Das Genossenschaftshaus verlor während dieses Umbaus die Laterne und seinen Status als Baudenkmal. Inzwischen war die Anzahl der Weinbauern in der Genossenschaft auf 162 im Jahr 1975 angewachsen.
Nach neuerlichen Erweiterungen der Betriebsgebäude in den 1980er und 1990er Jahren wurde die Genossenschaft in „Winzerkeller Sommerach“ umbenannt. Bereits im Jahr 1969 war es zu einer Abstimmung über den Anschluss der Winzergenossenschaft an die größere Gebietsgenossenschaft gekommen, bei der dieser Vorschlag abgelehnt worden war. Allerdings war ging man nun dazu über, auch die Winzer aus der Gemeinde Oberschwarzach in die Genossenschaft aufzunehmen.

## Weine und Lagen
Die Sommeracher Genossenschaft setzte im Jahr 2000 etwa 1,3 Millionen Liter Wein ab. Der Umsatz betrug damals 9.000.000 DM. 1990 waren 167 ha Rebfläche von den Mitgliedern der Genossenschaft bewirtschaftet worden. Aktuell (2019) sind 90 Familien in der Genossenschaft vertreten. Es werden Flächen von 196 ha bewirtschaftet. Die angebauten Rebsorten sind vielfältig und reichen von Silvaner und Müller-Thurgau über Sauvignon Blanc bis zum Cabernet.

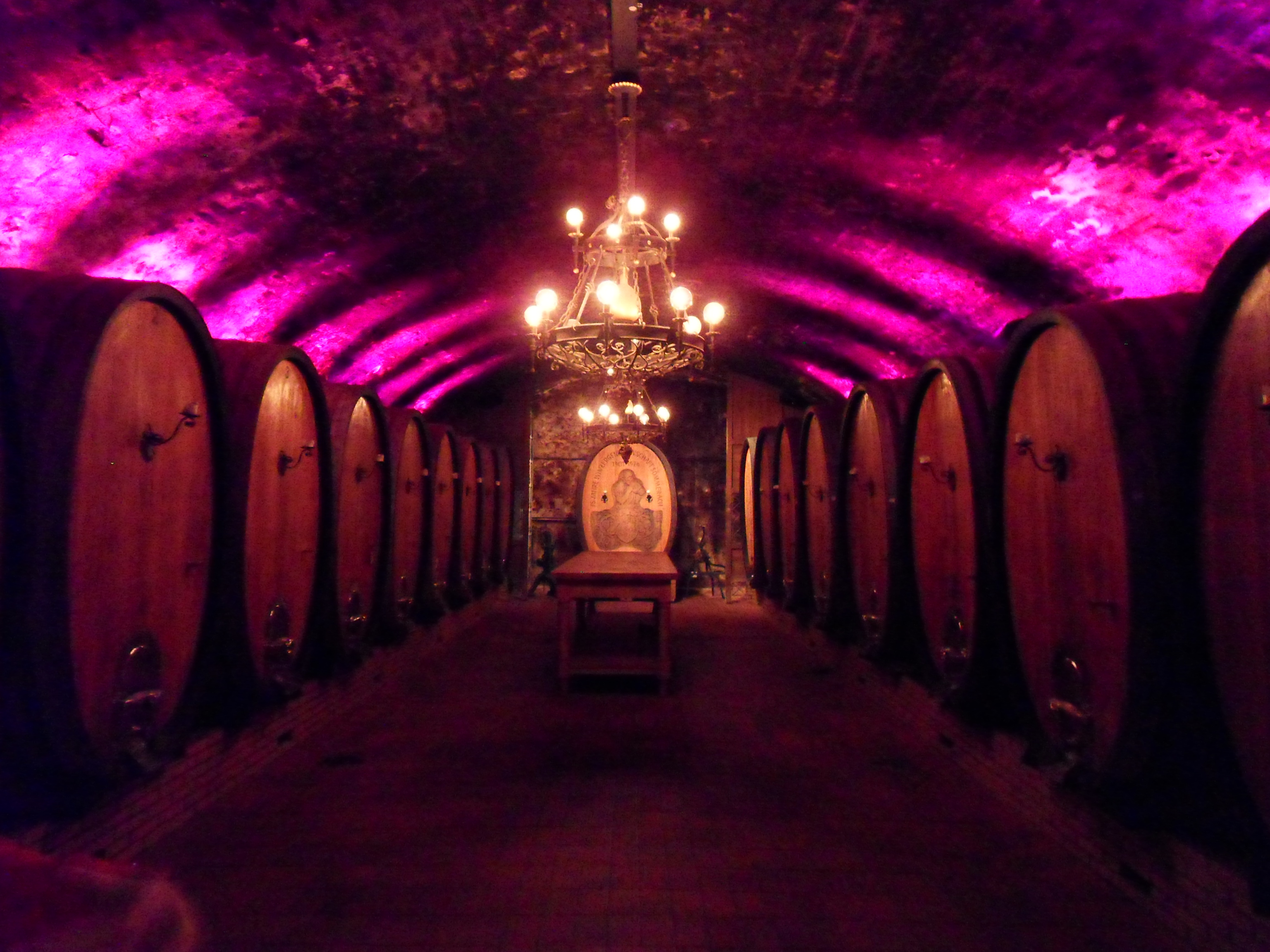
Der Schaukeller der Genossenschaft in Sommerach

Insgesamt in zehn Weinlagen im Maintal und Steigerwaldvorland sind die Reben der Genossenschaftsmitglieder gepflanzt. Die Sommeracher Lage Katzenkopf stellt hierunter die wertvollste Lage dar.
| - Wiebelsberger Dachs - Escherndorfer Fürstenberg - Obereisenheimer Höll - Iphöfer Kalb - Sommeracher Katzenkopf |  | - Escherndorfer Lump - Volkacher Ratsherr - Sommeracher Rosenberg - Oberschwarzacher Steige - Kammerforster Teufel |  |

## Auszeichnungen (Auswahl)
Die Genossenschaft wurde häufig mit den unterschiedlichsten Preisen für den hier erzeugten Wein ausgezeichnet. Daneben kürte man sie 2009 zur besten deutschen Genossenschaft.
- Bayerischer Staatsehrenpreis für Weinbau (2002, 2005, 2009, 2011)
- IWSC London (2010)
- German Wine Producer of the year (2012)
- 3× Gold Mundus Vini (2014)[7]